# Station Cyganek
Station Cyganek is een spoorwegstation in de Poolse plaats Żelichowo.